# Comuna Krasnohvardiiske, Sovietskîi
Krasnohvardiiske (în ucraineană Красногвардійське) este o comună în raionul Sovietskîi, Republica Autonomă Crimeea, Ucraina, formată din satele Krasnohvardiiske (reședința), Lohivka și Luciove.

## Demografie
Componența lingvistică a comunei Krasnohvardiiske
     Rusă (61,8%)
     Tătară crimeeană (15,38%)
     Ucraineană (13,27%)
     Belarusă (1,03%)
     Alte limbi (0,4%)
Conform recensământului din 2001, majoritatea populației comunei Krasnohvardiiske era vorbitoare de rusă (61,8%), existând în minoritate și vorbitori de tătară crimeeană (15,38%), ucraineană (13,27%) și belarusă (1,03%).